# Пісек (округ)
Пісек (чеськ. Okres Písek) — адміністративно-територіальна одиниця в Південночеському краї Чеської Республіки. Адміністративний центр — місто Пісек. Площа округу — 1 127 кв. км., населення становить 70 741 осіб.
До округу входить 75 муніципалітети, з котрих 1 — міста.